# Îsmet Şerîf Wanlî
Îsmet Şerîf Wanlî (* 21. November 1924 in Damaskus; † 9. November 2011 in Lausanne) war ein kurdischer Wissenschaftler, Buchautor und bis 2003 politisch aktiv.
Seine Vorfahren wanderten Ende des 19. Jahrhunderts aus Anatolien nach Syrien ein. Er besuchte die Schule in Damaskus und hatte großes Interesse an Geschichte – besonders kurdischer Geschichte – und Sport. In den 1940er Jahren lernte er viele Mitglieder der Organisation Xoybûn wie Celadet Ali Bedirxan, Kadri Cemilpascha, Ekrem Cemilpascha und Doktor Nuredîn Zaza kennen. Wanli besuchte auch eine Schule im Libanon, eine Universität in Frankreich und den USA. Er lernte Französisch, Arabisch und Englisch, aber sein Kurdisch zu dem Zeitpunkt war schlecht.
Am 29. November 1948 promovierte er in Rechtswissenschaften an der Universität von Lausanne und später erhielt er den Magister im Fach Geschichte an der Universität Genf. Danach lehrte er kurdische Geschichte an der Sorbonne. Mit dem Aufstand von Mustafa Barzani wurde er politisch aktiv und zum Mitglied eines Komitees für die Rechte der Kurden. Er lernte Barzani in den 1960er Jahren in Bagdad persönlich kennen. Er war viel in den irakischen und iranischen Teilen Kurdistans unterwegs, um die politische Bewegung der Kurden zu untersuchen. Später schrieb er darüber eine Doktorarbeit.
1985 gründete er mit anderen Juristen den Verein der Kurdischen Juristen in Europa. Er übernahm den Vorsitz. Nach dem Putsch der Baath-Partei in Syrien wurde gegen Wanli die Todesstrafe verhängt.
1995 wurde er der Vorsitzende des Kurdischen Institutes in Berlin und Mitglied des Kurdischen Parlamentes im Exil (PKDW = Parlemanê Kurdistan li derveyî Welat). 1999 wurde das PKDW in das KNK (Kurdistan Nationalkongress) umbenannt. 2003 trat Wanli als Vorsitzender zurück.
Am 9. September 2011 erlitt Wanlî eine Gehirnblutung und wurde in Lausanne behandelt. Hier verstarb er zwei Monate später am 9. November 2011. Er hinterließ eine Frau und ein Kind.

## Bücher
- Ismet Chériff Vanly: Persecution of the Kurdish People by the Baath Dictatorship in Syria: The Syrian Mein Kampf Against the Kurds, translated and introduced with commentary and annotations by Ismet Chériff Vanly. Amsterdam 1968 (englisch, google.co.uk).
- Die nationale Frage Türkisch-Kurdistan. Frankfurt am Main 1980
- Kurdistan und die Kurden in 3 Bänden. Göttingen 1986–1988

| Personendaten    | Personendaten                            |
| ---------------- | ---------------------------------------- |
| NAME             | Wanlî, Îsmet Şerîf                       |
| KURZBESCHREIBUNG | kurdischer Politiker und Hochschullehrer |
| GEBURTSDATUM     | 21. November 1924                        |
| GEBURTSORT       | Damaskus                                 |
| STERBEDATUM      | 9. November 2011                         |
| STERBEORT        | Lausanne, Schweiz                        |